# Tipo 59
El carro de combate chino Tipo 59 (designación industrial: WZ120), es una versión china del soviético T-54A. El primer vehículo de producción fue entregado en 1958, y su inclusión en el arsenal se dio en 1959, comenzando su producción en serie en 1963.
Aproximadamente 9.500 fueron producidos, y su producción se terminó oficialmente en 1980, con aproximadamente 5.500 en servicio con el Ejército Popular de Liberación. Este carro de combate representaba hasta hace poco la columna blindada de las fuerzas chinas, con un estimado de 5.000 unidades en servicio activo de las últimas variantes Tipo 59-I y Tipo 59-II en 2002.
El Tipo 59 fue modificado constantemente a lo largo de los años, reemplazando su cañón de 100 mm por uno de 105 mm. Es también la base para diseños de modelos chinos posteriores como el Tipo 69 y otros modelos construidos en países aliados de China.

## Descripción

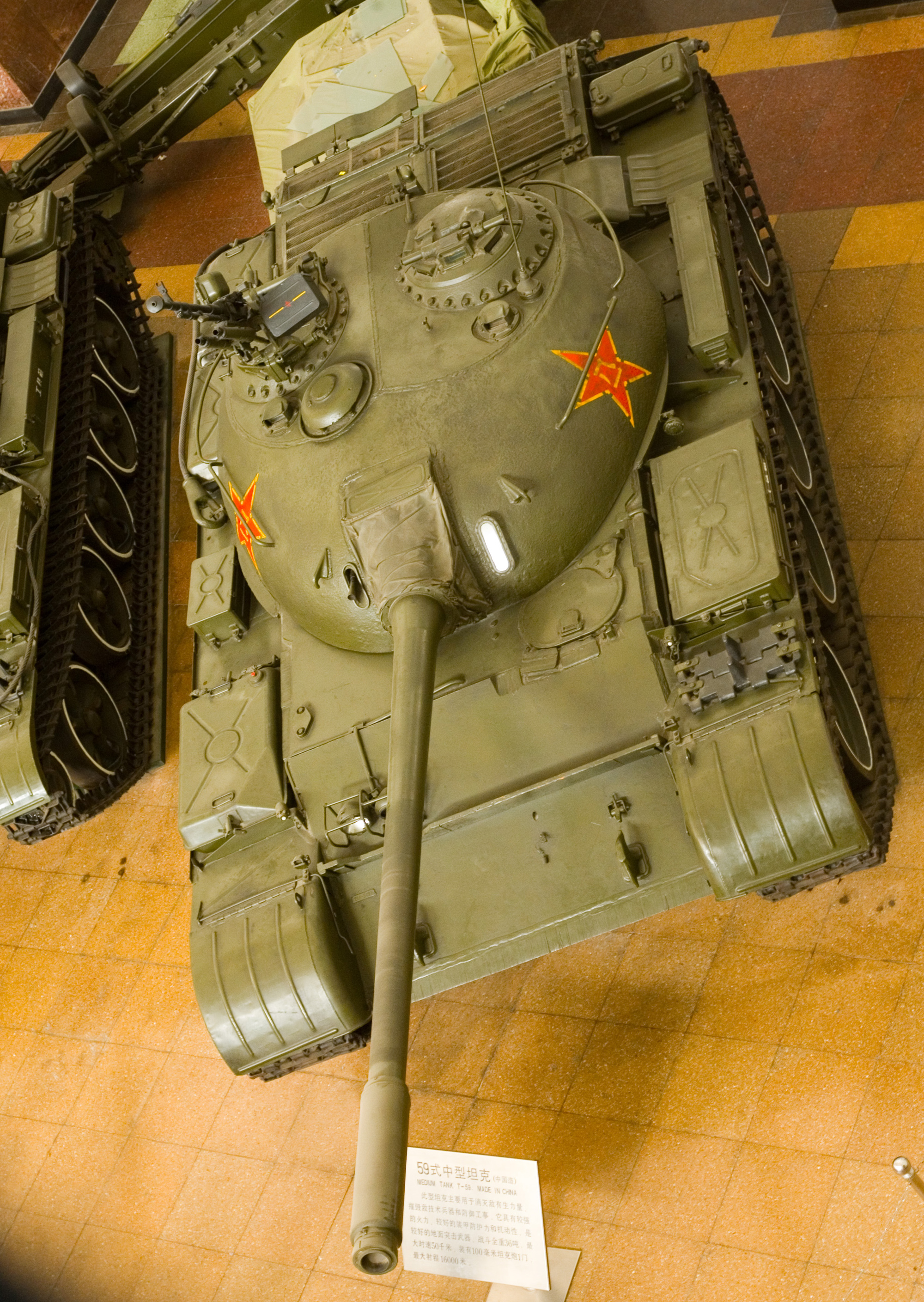
Vista superior de un Tipo 59 en el Museo del Ejército Popular de Liberación

Esencialmente el Tipo 59 es idéntico a las primeros T-54A, sin embargo hay algunas diferencias claves. El Tipo 59 no fue originalmente equipado con una luz de búsqueda infrarroja o con un estabilizador para el cañón principal del T-54
El Tipo 59 tiene una configuración tradicional de posguerra, con el compartimento en el frente, un compartimento para el motor en la parte trasera y una torreta en forma de domo en el centro del casco. El casco es de acero soldado, con un grosor que varía entre los 99 milímetros en el glacis frontal inferior a los 20 en el piso del casco. En la torreta varía entre 100 y 39 milímetros.
El conductor se sienta en el frente, a la izquierda y tiene la escotilla inmediatamente sobre su asiento, la cual se abre hacia la izquierda. El mismo ve a través de dos periscopios que sobresalen y le dan cobertura hacia el frente y ligeramente a la derecha. El comandante se sienta en la torreta junto con el cargador y el artillero. La escotilla del comandante esta a la izquierda de la torreta, mientras el artillero se sienta delante y por debajo de él. El artillero se sienta en el lado derecho de la torreta y tiene una escotilla justo sobre él. La torreta no posee un piso giratorio, lo que complica las operaciones de la tripulación.

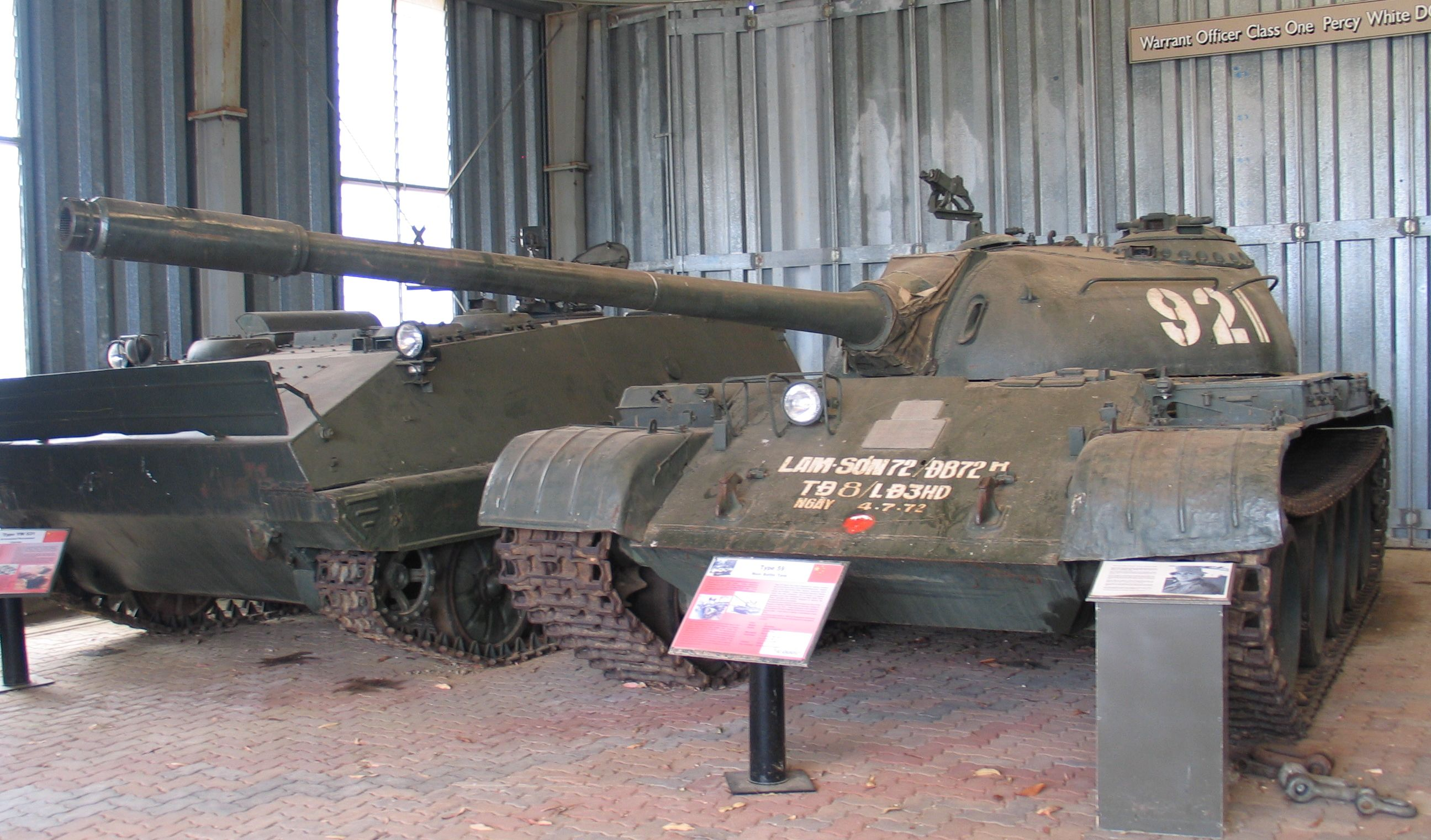
Tipo 59 en el Museo de Tanques del Real Cuerpo Blindado Australiano, capturado por tropas de la ARVN en Vietnam del Sur en 1972.

En la torreta está montado el cañón Tipo 59 de 100 mm, para el cual generalmente se cargan 34 proyectiles. Una ametralladora Tipo 59T de 7,62 mm está montada coaxialmente con el arma principal. Una ametralladora Tipo 54 de 12,7 mm antiaérea (copia china de la M1938/46 DShKM rusa) está montada sobre la escotilla del artillero y equipada con 200 proyectiles. Adicionalmente el conductor está provisto de una ametralladora Tipo 59T, que se dispara a través de un pequeño agujero en el centro del glacis frontal. Llevan 3.500 proyectiles para las 7,62 mm que llevan normalmente a bordo.
La torreta posee un mecanismo de travesaño con motor, comparable al del T-54 que le permite girar 360° en 21 segundos. Los modelos más tempranos del cañón Tipo 59 tenían un elevador manual, pero fueron reemplazados por elevadores con motor, lo que le permite ser apuntado entre +17º y -4º (la depresión máxima del cañón en los carros occidentales es de -10º, lo que les permite un mejor uso de tácticas “hull-down”). En modelos posteriores se añadieron estabilizadores verticales, para hacer el disparo en movimiento más práctico. La munición se almacena en la torreta, lo que incrementa las posibilidades de una explosión secundaria si el blindado es penetrado por fuego enemigo. Las probabilidades de supervivencia de la tripulación son, por tanto, bajas. (Gelbart 1996:16)

## Historia
Tras la firma del Tratado de Amistad, Alianza y Asistencia Mutua Chino-Soviético, los soviéticos acordaron asistir a China en la construcción de una planta manufacturera de carros de combate para fabricar el T-54A en 1956. Inicialmente, el carro sería ensamblado con componentes provenientes de la Unión Soviética, que serían gradualmente reemplazados por partes de origen chino. El T-54A fue aceptado para el servicio con las Fuerzas Terrestres del Ejército Popular de Liberación en 1959, y recibió la designación de Tipo 59.
El Tipo 59 representó el primer desarrollo chino de un carro de combate principal de primera generación. Con los años este fue actualizado con tecnología local y occidental. Cuando el EPL capturó un T-62 ruso durante el Conflicto de la frontera chino-soviética en 1969, las mejoras basadas en el T-62 fueron incorporadas al diseño T-59 que luego se transformaría en el Tipo 69, el cual fue luego modernizado con tecnología occidental para transformarse en el Tipo 79. El Tipo 59 fue el principio de la primera generación de carros de combate chinos, y el Tipo 79 el final, superado por el carro de combate de segunda generación Tipo 80.
El Tipo 59 es también conocido como WZ-120, según su designación industrial. Fue producido en grandes cantidades desde 1959 hasta mediados de la década de 1980, totalizando más de 10 000 unidades. Este carro y su sucesor el Tipo 69, fue profusamente exportado, con miles vendidos. Se estima que alrededor de 5.000 Tipo 59 permanecen en el inventario del EPL, pero son usados primariamente en tareas de entrenamiento y apoyo y está siendo gradualmente reemplazado por los Tipo 96 y Tipo 99.
Este carro de combate ganó infame reconocimiento mundial tras el incidente con el hombre del tanque de Tiananmen en 1989.

## Variantes
- Tipo 59

Variante básica, copia del T-54A sin la luz de búsqueda IR. Entró en producción en 1957.
- Tipo 59-I

Versión mejorada equipada con un cañón estriado Tipo 69-II de 100 mm, telémetro láser, servo-sistema hidráulico, control de tiro primitivo, sistema extintor de incendios automático. El Tipo 59-I incluye varias versiones con diferentes configuraciones de blindaje y control de tiro.
- Tipo 59-II

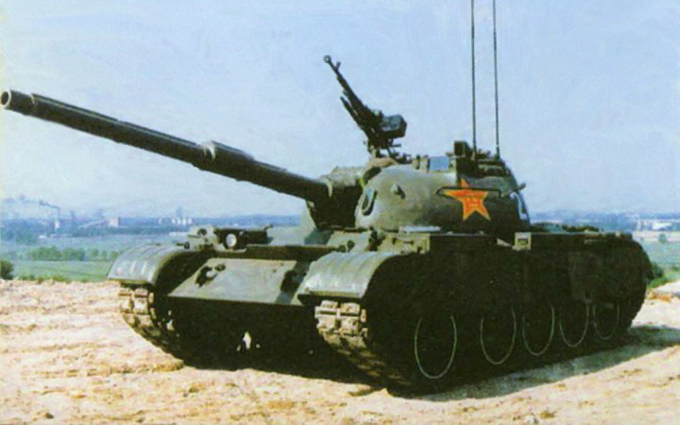
Tipo 59-IIA

Designación de fábrica WZ-120. Lleva el cañón estriado Tipo 81 de 105 mm, cuyo diseño fue provisto por Austria (siendo una copia del Royal Ordnance L7), identificable por el extractor de humo en medio del mismo, en lugar de estar ubicado en la boca del cañón. Otras mejoras incluyen, nuevos sistemas de radio y extinción de incendios. Producido de 1982 a 1985.
- Tipo 59-IIA

Equipado con una manga térmica para el cañón de 105 mm y sectores con blindaje compuesto. Sus variantes incluyen, carro de combate principal, vehículo de mando y las variantes con blindaje compuesto poseen B59G y BW120K. El BW120K está equipado con un cañón de ánima lisa de 120 mm desarrollado localmente, comparable en sus prestaciones generales con el M-256 norteamericano.
- Tipo 59D

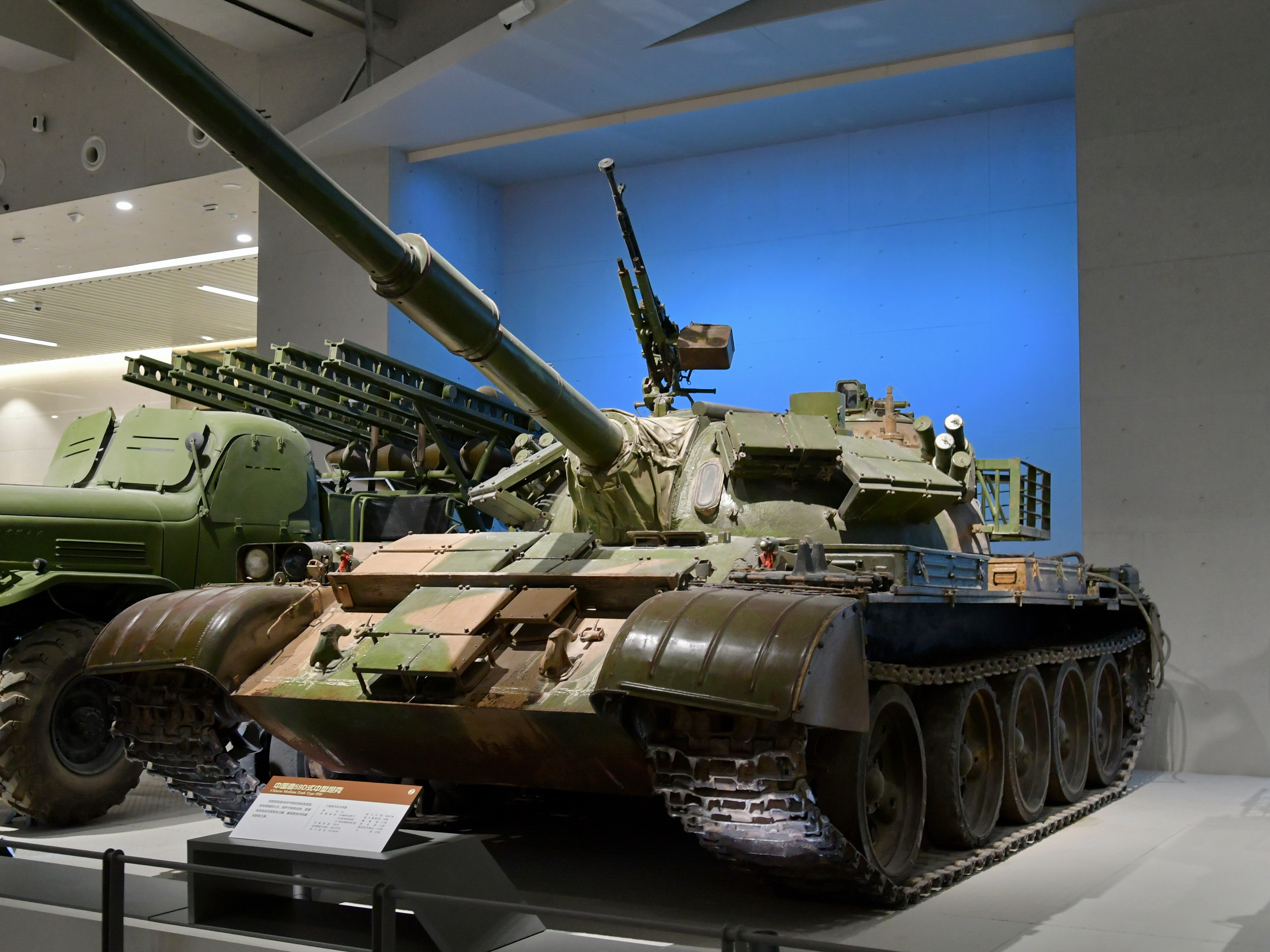
Type 59D

También conocido como WZ-120C. Desarrollado en los años 90. En lugar de reemplazar todos los antiguos Tipo 59 con nuevo modelos, el Ejército Popular de Liberación decidió que debían modernizarlos con nuevas tecnologías para cumplir con los requerimientos de los campos de batalla futuros. Este modelo posee blindaje reactivo, un nuevo cañón principal, visión nocturna pasiva y nuevo control de tiro. El motor diésel 12150L fue reemplazado por un 12150L7 de 580 hp. Sus variantes incluyen los Tipo 59D y Tipo 59D1.
La empresa sudanesa Military Industry Corporation, tal vez haya adquirido una licencia para producir el Tipo 59D localmente bajo la denominación de Al-Zubair.
- Tipo 59P

Versión modernizada para exportación con componentes de alta tecnología pertenecientes a carros de combate de tercera generación.
- Carro ligero Tipo 62

A finales de los 50, el EPL presentó los requisitos para un carro de combate ligero, mejor adaptado a operaciones en las regiones del sur de China. El desarrollo del nuevo Tipo 62 comenzó en 1958, el cual era básicamente un Tipo 59 en menor escala y con equipamiento simplificado. Entró en producción en 1963 y un número aproximado de 800 unidades fueron terminadas para 1978.
Este carro recibió una modernización a gran escala en 2000, con una nueva torreta soldada, cañón estriado de 105 mm con estabilizador vertical, sistemas de control de tiro, visión nocturna, lazador de granadas de humo y blindaje reactivo (ERA).
- Tipo 69/79

Versión mejorada, construida por la Fábrica 617 (Inner Mongolia First Machine Group Co. Ltd). Solo vio servicio limitado en el EPL, pero fue un éxito de exportación en los 80 con más de 2000 vendidos alrededor del mundo.
- Tipo 73

Es un Tipo 59 sin su torreta, usado como vehículo de recuperación. Está armado con una ametralladora de 12,7 mm. Se cree que no posee un torno, por lo que se limita a operaciones de remolque.

### Variantes extranjeras
Gran Bretaña
- Tipo 59 con un cañón L7 de 105mm. Ofrecido como un paquete de actualización. Nunca en servicio con las fuerzas británicas.[3]
- Tipo 59 Marskman – Tipo 59 con una torreta doble de 35 mm para defensa antiaérea. Ofrecido como una conversión para los usuarios de carros Tipo 59.[3]

Irán
- Tipo T-72Z

Corea del Norte
- Kok’san – Cañón autopropulsado de 170 mm, basado en un chasis de Tipo 59.

Pakistán
- Al-Zarrar – Fabricado por Industrias Pesadas Taxila, de Pakistán. Este fue diseñado para mejorar y reconstruir los Tipo 59 en servicio con el Ejército de Pakistán con sistemas de control de tiro, armamento, equipo defensivo, etc., más modernos.

Los Tipo 59 jugaron un papel importante en la Guerra indo-pakistaní de 1971. (Véase Batalla de Longewala)

## Usuarios

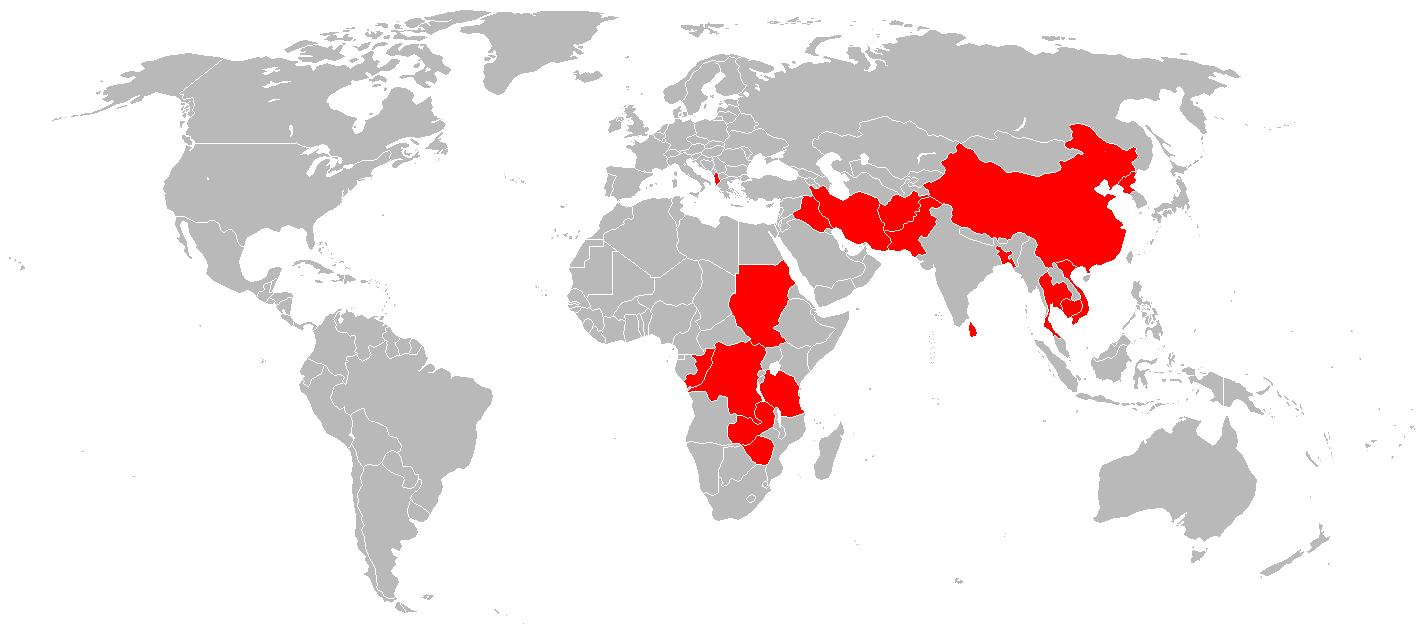
Usuarios del Tipo 59.

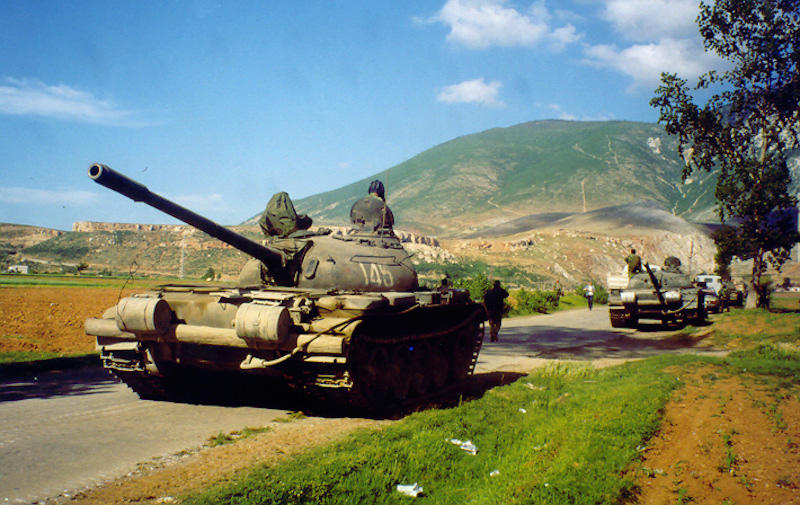
Tipo 59

### Actuales
- Afganistán - 100
- Bangladés - 264 (incluyendo 30 T-54A soviéticos recibidos como regalo de Yugoslavia que fueron luego modificados para incorporar partes del Tipo 59 con asistencia china)[2]
- Birmania - Tipo 59D/D1 - 160+
- Camboya - 200[2]
- República Democrática del Congo - 20[2]
- Irán - 220[7]
- Corea del Norte - 175[2]
- Pakistán - 1.200[2]
- China - 5.500 - 6.000[8]
- República del Congo - 15[2]
- Sri Lanka - 80+
- Sudán - 10[2]
- Tanzania - 30[2]
- Tailandia - 158
- Vietnam - 350[2]
- Zambia - 20[2]
- Zimbabue - 30[2]

### Anteriores
- Albania - 721 (Todos desechados o retirados del servicio)[cita requerida]
- Irak - 1.500 Tipo 59 y Tipo 69 estaban en servicio en el Ejército Regular Iraquí en 1990. Todos fueron destruidos en las guerras recientes en territorio iraquí.